# 维泰勒
维泰勒（法語：Vittel，法語發音：[vitɛl] ⓘ）是法国大东部大区孚日省的一个市镇，属于讷沙托区。维泰勒因其出产优质矿泉水而闻名法国。

## 地理
维泰勒（48°12'6"N, 5°56'58"E）面积24.13 平方千米，位于法国大東部大區孚日省，该省份为法国东北部内陆省份，北起默兹省和默尔特-摩泽尔省，西接上马恩省，南至上索恩省和贝尔福地区省，东临上莱茵省和下莱茵省。
与维泰勒接壤的市镇（或旧市镇、城区）包括：泰苏蒙福尔、孔特雷克塞维尔、阿雷维尔、利涅维尔、诺鲁瓦、帕雷苏蒙福尔、圣勒米蒙、蒂耶尔、瓦勒鲁瓦勒塞克。

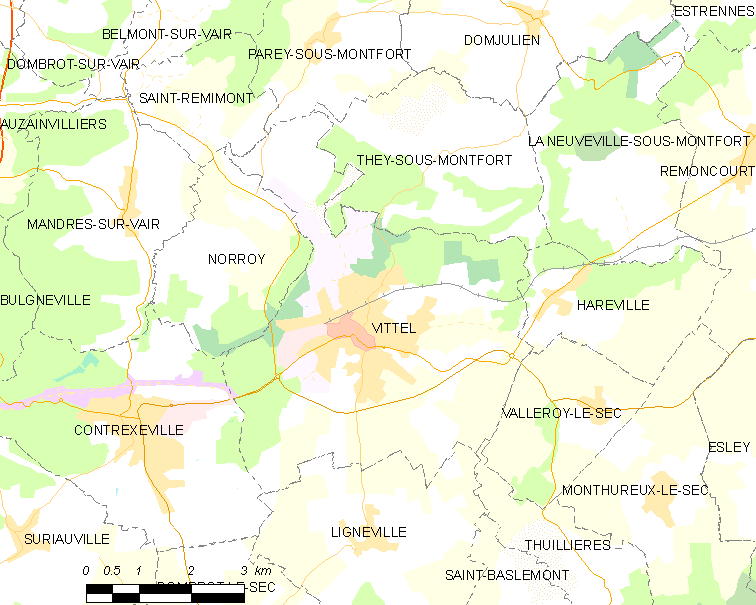
维泰勒的OSM定位图

维泰勒的时区为UTC+01:00、UTC+02:00（夏令时）。

## 行政
维泰勒的邮政编码为88800，INSEE市镇编码为88516。

## 政治
维泰勒所属的省级选区为维泰勒县。

## 人口

1962-2008年间维泰勒人口变化图示

维泰勒于2022年1月1日时的人口数量为4766人。